# Aerologia
Aerologia – dział meteorologii zajmujący się badaniem procesów i zjawisk zachodzących w górnych warstwach atmosfery, gdzie nie występuje wpływ tarcia powietrza o nierówny teren.
Obejmuje badania przestrzennego rozkładu:
- temperatury;
- wilgotności;
- ciśnienia;
- kierunku wiatru;
- prędkości wiatru.

Badania prowadzone są za pomocą różnych typów meteorografów i radiometeorografów, które wynosi się na duże wysokości samolotami, balonami lub rakietami. Otrzymywane dane służą do opracowywania map topografii barycznej, diagramów termodynamicznych i danych balistycznych.